# Giovanni Lombardi

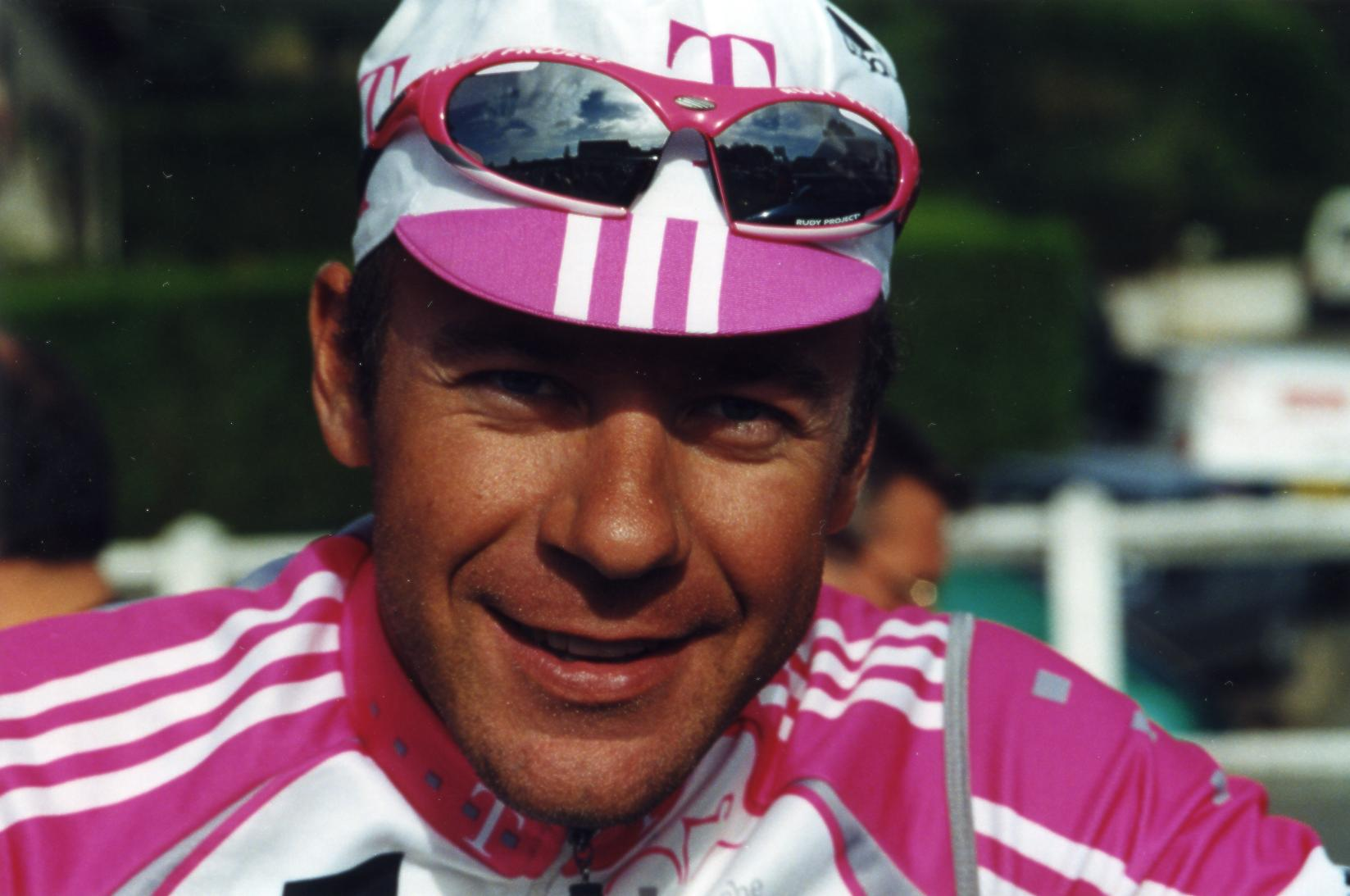
Giovanni Lombardi, Paris–Tours 1998.

Giovanni Lombardi, född den 20 juli 1969 i Pavia, Italien, är en italiensk tävlingscyklist som tog OS-guld i poängloppet vid olympiska sommarspelen 1992 i Barcelona.